# Gerrit van Vliet
Gerrit Cornelis van Vliet (Woerden, 22 januari 1882 - aldaar, 9 juni 1952) was een Nederlands wielrenner. Hij won het Nederlands kampioenschap wielrennen op de weg in 1906 te Rotterdam. Van Vliet was ook actief als baanwielrenner. In 1904 behaalde hij een tweede plaats op de sprint voor amateurs tijdens de Nederlandse kampioenschappen baanwielrennen. 
Gerrit van Vliet was de vader van baanwielrenner Arie van Vliet. Van beroep was hij smid en later eigenaar van rijwielfabriek 'De Struisvogel' en autohandelaar.